# マテウス・レイテ・ナシメント
マテウス・レイテ・ナシメント（Matheus Leite Nascimento、1983年1月15日 - ）は、ブラジル・セルジッペ州出身のサッカー選手。CSセルジッペ所属。ポジションはFW。

## 経歴
2005年にポルトガルのFCマルコに所属し、2006年1月SCブラガに移籍した。2011年1月、ウクライナのFCドニプロに移籍した。

## 所属クラブ
- AOイタバイアーナ 2003-2005
- FCマルコ（ポルトガル語版） 2005
- SCブラガ 2006-2011

→ SCベイラ・マル 2007 (loan)
→ ヴィトーリアFC 2007 (loan)
- FCドニプロ 2011-2016
- 石家荘永昌足球倶楽部 2016-2020
- 浙江職業足球倶楽部 2021-2022
- AOイタバイアーナ 2023
- CSセルジッペ 2023-